# Arbeit & soziale Gerechtigkeit - Die Wahlalternative
Arbeit & soziale Gerechtigkeit – Die Wahlalternative (afgekort WASG, 'Arbeid & Sociale Gerechtigheid – Het Verkiezingsalternatief') was een Duitse politieke partij die in januari 2005 werd opgericht en in juni 2007 fuseerde met Die Linkspartei (eerder PDS) tot Die Linke.

## Geschiedenis

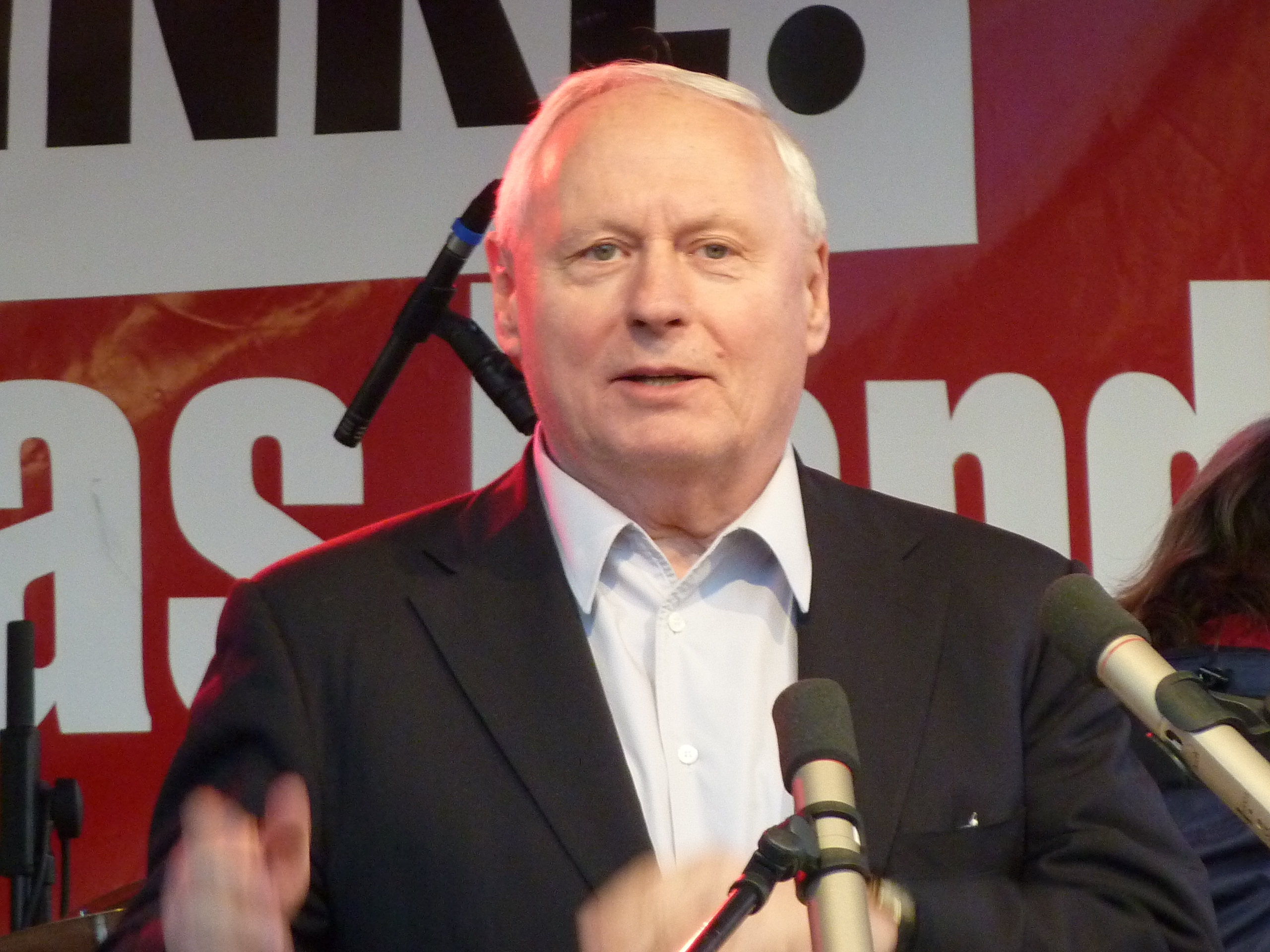
Oskar Lafontaine in 2011

Het WASG werd op 3 juli 2004 als de organisatie Wahlalternative Arbeit & Soziale Gerechtigkeit e.V. opgericht. WASG ontstond als fusie tussen de Beierse Initiative Arbeit und Soziale Gerechtigkeit en de West- en Noord-Duitse Wahlalternative. WASG werd opgericht als reactie op het beleid van de Rood-Groene coalitie (SPD/Groenen) die door WASG neoliberaal gezien wordt. Op 5 maart 2004 vond de eerste bijeenkomst van de WASG-voorloper in Berlijn plaats. 
In januari 2005 werd WASG e.V. omgevormd tot een politieke partij: Arbeit & Soziale Gerechtigkeit – Wahlalternative (WASG). Als partijleiding werd een collectief bestuur gekozen bestaande uit Klaus Ernst, Thomas Händel, Sabine Lösing en Axel Troost. In juni 2005 sloot voormalig SPD-partijprominent Oskar Lafontaine zich bij het WASG aan.

## Ideologie
De ideologie van WASG was links sociaaldemocratisch en de partij geloofde in een sterke welvaartsstaat waarin een belangrijke rol is weggelegd voor de staat. De partij streefde naar een progressief belastingstelsel en sociale gerechtigheid. 

## Politieke achtergronden van de leden van het WASG
De leden van het WASG liepen uiteen van vroegere SPD-leden, pragmatische communisten van de DKP, aanhangers van de christelijk-sociale leer, vroegere leden van de PDS en vakbondsleden.

## Verkiezingen Landdag Noordrijn-Westfalen
Bij de verkiezingen voor de Landdag van de Duitse deelstaat van Noordrijn-Westfalen op 22 mei 2005 behaalde het WASG 2,2% (ca. 182.000) van de stemmen. De kiesdrempel van 5% was niet gehaald.

## Gezamenlijke lijst met de PDS
Bij de verkiezingen van september 2005 trad Lafontaine op als lijstaanvoerder van de gezamenlijke lijst WASG/Die Linkspartei (voorheen PDS). Het idee van een gezamenlijke lijst verzekerde WASG van het behalen van de kiesdrempel, anderzijds verzekerde de PDS zich van de gewenste maar tot dusver niet behaalde doorbraak in West-Duitsland. De combinatie haalde 54 van de 614 zetels in de Bondsdag.
WASG telde in maart 2007 meer dan 11.600 leden.